# Autorité de régulation de l'électricité (Bénin)
Pour les articles homonymes, voir Autorité de régulation de l'électricité.
L'Autorité de régulation de l'électricité (ARE) est l'autorité administrative indépendante chargée de la régulation du secteur électrique au Bénin. Créée en 2009, elle veille au respect des textes législatifs et réglementaires par les différents acteurs publics et privés intervenant dans le secteur de l'électricité.

## Histoire et création
L'Autorité de régulation de l'électricité a été créée par le décret no 2009-182 du 13 mai 2009 portant organisation et fonctionnement de l'Autorité de régulation de l'électricité. Ce décret a été modifié par le décret no 2015-074 du 27 février 2015, puis par le décret no 2019-446 du 9 octobre 2019.
L'ARE s'inscrit dans le cadre de la réforme du secteur électrique béninois, visant à moderniser et libéraliser progressivement le secteur énergétique du pays.

## Statut et organisation

### Statut juridique
L'ARE est une autorité administrative indépendante dotée de la personnalité morale et de l'autonomie financière. Elle est placée sous l'autorité du Président de la République du Bénin.

### Conseil national
L'ARE est dirigée par un Conseil national composé de cinq membres nommés par décret présidentiel pour un mandat de quatre ans renouvelable. La composition actuelle du Conseil national, nommée par Décret N° 2024-849 du 18 mars 2024 portant nomination au Conseil national de l'Autorité de Régulation de l’Électricité, est la suivante :
Président : Edouard Denis Dahome, ancien secrétaire d'État à l'énergie.
Membres :
- Judith Baï, directrice générale de la Poste du Bénin
- Trois autres membres (composition complète à préciser)

### Évolution de la direction
Le premier Conseil national, nommé en 2015 par le décret no 2015-075 du 27 février 2015, était composé de :
- Président : Gbêdonougbo Claude Gbaguidi, ingénieur en énergie électrique
- Membres : Marie Odile Attanasso (économiste de développement), Laurence Quenum (économiste en finances et fiscalité), Safiatou Bassabi Issifou (juriste), Serge Mahouwèdo Ahissou (personnalité)

Cette composition a été renouvelée en 2019 par le décret no 2019-453 du 9 octobre 2019, avant la nomination de la nouvelle équipe en 2024.

## Missions et attributions
L'ARE a pour missions principales de :

### Régulation du secteur
- Veiller au respect des textes législatifs et réglementaires par les différents acteurs publics et privés du secteur électrique
- Protéger les intérêts des opérateurs publics et privés ainsi que des consommateurs
- Garantir la continuité et la qualité du service électrique

### Développement du secteur
- Assurer l'équilibre financier du secteur électrique
- Promouvoir le développement harmonieux du secteur
- Participer à l'élaboration de la politique énergétique nationale

### Tarification
- Réguler les tarifs de l'électricité selon la méthodologie du "Cost Plus", conforme aux principes du code de l'électricité du Bénin
- Assurer la couverture de l'ensemble des coûts éligibles et un retour acceptable sur les investissements

## Cadre réglementaire
L'ARE opère dans le cadre du code de l'électricité du Bénin, adopté par la loi no 2020-05 portant code de l'électricité. Cette loi a rendu plus concurrentiel le cadre réglementaire du secteur électrique béninois et a renforcé le rôle de l'ARE.
Le régulateur béninois travaille également en coordination avec l'Autorité de régulation régionale du secteur de l'électricité de la CEDEAO (ARREC/ERERA) pour les questions d'interconnexion et d'échanges transfrontaliers d'électricité.

## Infrastructure et siège
L'ARE dispose d'un siège en construction dans le cadre du projet MCA-Bénin II (Millennium Challenge Account). Ce projet témoigne de l'importance accordée au renforcement institutionnel de l'autorité de régulation.

## Défis et perspectives
L'ARE fait face à plusieurs défis  dont :

### Libéralisation du secteur
- Accompagner la fin du monopole de la Société béninoise d'énergie électrique (SBEE)
- Réguler l'arrivée de nouveaux acteurs privés dans la production et la distribution

### Accès universel à l'électricité
- Participer à la mise en œuvre de la Facilité universelle pour l'énergie
- Garantir un accès équitable à l'électricité dans toutes les localités

### Modernisation du secteur
- Accompagner la transition énergétique
- Favoriser l'intégration des énergies renouvelables
- Améliorer la qualité et la fiabilité du service électrique

## Coopération internationale
L'ARE participe aux initiatives régionales et internationales :
- Membre du réseau des régulateurs de l'Afrique de l'Ouest via l'ARREC
- Participation aux projets d'interconnexion électrique régionale
- Coopération avec les partenaires au développement pour le renforcement des capacités